# Sven Hallström (konstnär)
Sven Hallström, född 20 juni 1915 i Arvika, död 2001 i Örebro, var en svensk målare, grafiker och förskollärare.
Sven Hallström var som konstnär till stor del autodidakt. Tillsammans med Hemery Thunberg ställde han ut i Köping 1949, på Konserthuset i Örebro 1950 ställde han ut tillsammans med fyra andra Örebrokonstnärer, han har medverkat i utställningen Örebro i konsten på Örebro läns museum samt med Värmland och Örebro läns konstföreningar. Han var en av medlemmarna i Ateljé 19 i Örebro och initiativtagare till Örebro grafikgrupp.
Hallströms konst består av figurer och landskap ofta med symboliskt innehåll i olja eller grafik.
Hallström finns representerad vid bland annat Örebro läns landsting.